# أنغلييه (كيبك)
أنغلييه (بالإنجليزية: Angliers, Quebec)‏ هي بلدية محلية في كيبيك تقع في كندا في بلدية مقاطعة تميسكامينغ الإقليمية ‏. يقدر عدد سكانها بـ 298 نسمة ومساحتها 382.60 كم2 .